# Courtney Paris
Courtney Lynne Paris (ur. 21 września 1987 w San Jose) – amerykańska koszykarka występująca na pozycji środkowej, po zakończeniu kariery zawodniczej trenerka koszykarska, od 2023 asystentka trenerki Dallas Wings.
Została pierwszą zawodniczką w historii NCAA, która zdobyła podczas jednego sezonu co najmniej 700 punktów, 500 zbiórek i 100 bloków. Dokonała tego w swoim sezonie debiutanckim 2005/06. Ustanowiła też wtedy 55 rekordów klubu Oklahoma Sooners, 16 konferencji Big 12 oraz 4 NCAA.
13 lutego 2019 dołączyła do chińskiego Shanxi Flame. 9 stycznia 2023 została asystentką trenerki Dallas Wings.

## Osiągnięcia
Stan na 23 sierpnia 2020, na podstawie, o ile nie zaznaczono inaczej.

### NCAA
- Uczestniczka rozgrywek:
  - Final Four NCAA (2009)
  - Sweet Sixteen turnieju NCAA (2006, 2007, 2009)
  - II rundy turnieju NCAA (2000–2003)
- Mistrzyni:
  - turnieju konferencji Big 12 (2006, 2007)
  - sezonu regularnego konferencji Big 12 (12)
- Koszykarka Roku Konferencji Big 12 (2007–2009)
- MVP turnieju Big 12 (2006, 2007)
- Defensywna Zawodniczka Roku Big 12 (2006, 2007, 2008)
- Laureatka nagród:
  - Senior CLASS Award NCAA (2009 dla najlepszej koszykarki NCAA ostatniego roku)
  - National Freshman of the Year (2006 dla najlepszej koszykarki NCAA pierwszego roku)
  - Big 12 Freshman of the Year (2006 dla najlepszej koszykarki konferencji Big 12 pierwszego roku)
- Zaliczona do:
  - I składu:
    - All-America (2006, 2007)
    - Big 12 (2006, 2007)
    - debiutantek Big 12 (2006)
    - defensywnego Big 12 (2006, 2007)
- Liderka NCAA w zbiórkach (2006, 2009)

### WNBA
- Mistrzyni WNBA (2018)
- Wicemistrzyni WNBA (2011)
- Laureatka WNBA Peak Performers Award (2014, 2015 w kategorii zbiórek)
- Liderka WNBA w zbiórkach (2014, 2015)[6]

### Drużynowe
- Wicemistrzyni Turcji (2016)[7]
- 4. miejsce w EuroCup (2012, 2015)
- Zdobywczyni pucharu:
  - Hiszpanii (2011)[8]
  - Prezydenta Turcji (2016)
  - superpucharu Turcji (2018)[9]
- Finalistka pucharu Turcji (2018)

### Indywidualne
(* – osiągnięcia przyznane przez portal eurobasket.com)
- Środkowa roku ligi tureckiej (2016, 2020)*[7][10]
- Zaliczona do*:
  - I składu:
    - ligi tureckiej (2016, 2020)[7][10]
    - zawodniczek zagranicznych ligi tureckiej (2015, 2016, 2020)[11][7][10]

  - III składu LFB (2011)[8]
  - składu honorable mention ligi tureckiej (2013, 2014, 2015)[12][13][11]
- Liderka w:
  - zbiórkach:
    - Euroligi (2017)
    - Eurocup (2018)
    - ligi:
      - tureckiej (2010, 2012, 2016, 2018)[14][15][7]
      - izraelskiej (2010)[16]
      - hiszpańskiej (2011)

  - blokach ligi:
    - izraelskiej (2010)[16]
    - tureckiej (2020)[10]

### Reprezentacja
- Mistrzyni:
  - Ameryki (2007)
  - świata:
    - U–21 (2007)
    - U–19 (2005)

  - Ameryki U–20 (2006)
  - turnieju International Sports Invitational (2005)